# سرجیو کرتس
 سرجیو کرتس (انگلیسی: Sergio Cortes؛ زاده ۱۱ ژانویه ۱۹۶۸) یک تنیس‌باز اهل شیلی است.